# Jebiga
Jebiga je slovenski komični film iz leta 2000 v režiji in po scenariju Mihe Hočevarja. Film prikazuje skupino fantov, ki preživljajo poletje v Ljubljani v pomanjkanju denarja, alkohola, droge ter ljubezni in seksa ter ob nenaklonjenosti okolja.

## Igralci
- Matej Družnik kot Miško
- David Furlan kot Jaka
- Peter Hvalica kot kmet
- Polona Juh kot Baza
- Marko Miladinovič kot Doza
- Gorazd Obersnel kot Luka
- Karmen Rupnik kot Frida
- Kolja Saksida kot natakar
- Damijan Škafar kot Tihi
- Jure Sotlar kot novinar
- Vasten Valič kot Dejan